# Ascorhynchus simile
Ascorhynchus simile är en havsspindelart som beskrevs av Fage, L. 1942. Ascorhynchus simile ingår i släktet Ascorhynchus och familjen Ammotheidae. Inga underarter finns listade i Catalogue of Life.